# Carlisle, Massachusetts
Carlisle är en ort i Middlesex County i delstaten Massachusetts, USA.